# PBアカデミー
PBアカデミーは、東京都に本社を置き、女性向けの通信教育講座のサービス事業を行っている企業。

## 概要
PBアカデミー（旧：日本パーツビューティーアカデミー）は、2011年5月に設立。同年に女性向けの通学講座を開始、翌年4月からはWEBでの通信教育講座を開始した。2019年2月に日本パーツビューティーアカデミーから「PBアカデミー」に変更。 2023年1月時点で受講生は累計40,000名を超えている。
PBアカデミーで受講できる講座には、美容系通信講座（ジェルネイル、まつ毛エクステンションほか）、ハンドメイド系（LEDレジン、ハーバリウムほか）通信講座、ライフスタイル系講座がある。美容系通信講座では、認定講師の資格が取得できる。ハンドメイド系通信講座は、ハンドメイドショップの開業やハンドメイド教室を開講したい女性が多く受講している。
2019年11月11日の「チーズの日」を記念し『チーズ認定講師資格 取得講座』を開講。講座の教材をチーズルームアカデミー校長金子敏春が制作及び監修している。
「世界のチーズが楽しく学べるアカデミー」として チーズルームアカデミーは2013年から通学講座を提供しており、その講座のノウハウを全国各地の方にも勉強してもらおうという目的で、PBアカデミーと通信講座を開講する運びとなった。

## 沿革
- 2011年5月 - 東京都中央区銀座に、「日本パーツビューティーアカデミー」を設立。女性向けの通学講座を開始。
- 2012年4月 - WEBでの通信教育講座を開始。
- 2015年6月 - Yahoo!ショッピングのクラフト部門で1位を獲得。
- 2015年9月 - 伊勢丹新宿店からのオファーでハンドメイドのワークショップを開催。
- 2019年2月 - 日本パーツビューティーアカデミーから「PBアカデミー」に変更[6]。

## 講座一覧
ハンドメイド系講座
ハーバリウム講座、LEDレジンアクセサリー講座、ハンドメイドアクセサリー講座、ラッピング講座、デコパージュ講座、レジンクラフトデザイン講座、他
美容系講座
ジェルネイル講座、メイクアップ講座、まつ毛エクステンション講座、他
ライフスタイル系講座
古着屋・セレクトショップ講座、チーズ講座